# Долово (Тутин)
Долово је насеље у Србији у општини Тутин у Рашком округу. Према попису из 2022. било је 290 становника.

## Демографија
У насељу Долово живи 277 пунолетних становника, а просечна старост становништва износи 29,1 година (29,5 код мушкараца и 28,7 код жена). У насељу има 90 домаћинстава, а просечан број чланова по домаћинству је 5,17.
Ово насеље је великим делом насељено Бошњацима (према попису из 2002. године), а у последња три пописа, примећен је пад у броју становника.
|  |

| Демографија | Демографија | Демографија |
| Година      | Становника  | Становника  |
| ----------- | ----------- | ----------- |
| 1948.       | 631         |             |
| 1953.       | 708         |             |
| 1961.       | 783         |             |
| 1971.       | 725         |             |
| 1981.       | 713         |             |
| 1991.       | 614         | 614         |
| 2002.       | 465         | 530         |

| Етнички састав према попису из 2002.‍ | Етнички састав према попису из 2002.‍ | Етнички састав према попису из 2002.‍ | Етнички састав према попису из 2002.‍ | Етнички састав према попису из 2002.‍ |
| ------------------------------------ | ------------------------------------ | ------------------------------------ | ------------------------------------ | ------------------------------------ |
|                                      |                                      |                                      |                                      |                                      |
| Бошњаци                              | Бошњаци                              |                                      | 448                                  | 96,34%                               |
| Муслимани                            | Муслимани                            |                                      | 16                                   | 3,44%                                |
| непознато                            | непознато                            |                                      | 1                                    | 0,21%                                |

| Година пописа     | 1948. | 1953. | 1961. | 1971. | 1981. | 1991. | 2002. |
| ----------------- | ----- | ----- | ----- | ----- | ----- | ----- | ----- |
| Број домаћинстава | 107   | 112   | 131   | 123   | 114   | 105   | 90    |

| Број чланова      | 1  | 2 | 3 | 4 | 5  | 6  | 7  | 8 | 9 | 10 и више | Просек |
| ----------------- | -- | - | - | - | -- | -- | -- | - | - | --------- | ------ |
| Број домаћинстава | 11 | 6 | 5 | 7 | 19 | 16 | 14 | 4 | 4 | 4         | 5,17   |

| Пол    | Укупно | Неожењен/Неудата | Ожењен/Удата | Удовац/Удовица | Разведен/Разведена | Непознато |
| ------ | ------ | ---------------- | ------------ | -------------- | ------------------ | --------- |
| Мушки  | 164    | 63               | 91           | 10             | 0                  | 0         |
| Женски | 147    | 41               | 93           | 12             | 0                  | 1         |
| УКУПНО | 311    | 104              | 184          | 22             | 0                  | 1         |

| Пол    | Укупно                    | Пољопривреда, лов и шумарство | Рибарство                            | Вађење руде и камена | Прерађивачка индустрија       |
| ------ | ------------------------- | ----------------------------- | ------------------------------------ | -------------------- | ----------------------------- |
| Мушки  | 91                        | 83                            | 0                                    | 0                    | 1                             |
| Женски | 46                        | 44                            | 0                                    | 0                    | 1                             |
| УКУПНО | 137                       | 127                           | 0                                    | 0                    | 2                             |
| Пол    | Производња и снабдевање   | Грађевинарство                | Трговина                             | Хотели и ресторани   | Саобраћај, складиштење и везе |
| Мушки  | 0                         | 2                             | 0                                    | 0                    | 0                             |
| Женски | 0                         | 0                             | 0                                    | 0                    | 0                             |
| УКУПНО | 0                         | 2                             | 0                                    | 0                    | 0                             |
| Пол    | Финансијско посредовање   | Некретнине                    | Државна управа и одбрана             | Образовање           | Здравствени и социјални рад   |
| Мушки  | 0                         | 0                             | 0                                    | 4                    | 0                             |
| Женски | 0                         | 1                             | 0                                    | 0                    | 0                             |
| УКУПНО | 0                         | 1                             | 0                                    | 4                    | 0                             |
| Пол    | Остале услужне активности | Приватна домаћинства          | Екстериторијалне организације и тела | Непознато            | Непознато                     |
| Мушки  | 1                         | 0                             | 0                                    | 0                    | 0                             |
| Женски | 0                         | 0                             | 0                                    | 0                    | 0                             |
| УКУПНО | 1                         | 0                             | 0                                    | 0                    | 0                             |